# Cezar Męciński
Cezar Męciński hrabia Poraj (ur. 1809, zm. przed 1890) – właściciel Dukli ze Zboiskami, Trzciany, Głojsc, Mszany i Chyrowej.

## Pochodzenie
Jego ojcem był Wojciech Męciński (1760–1839), członek Sejmu (1830–31), major pospolitego ruszenia i powstaniec listopadowy. Jego matką była córka Franciszka Stadnickiego, Helena Stadnicka Stadnik h. Szreniawa (Drużyna) (1770–1841), która w posagu wniosła Duklę.
Do jego rodzeństwa należeli;
1. Wanda Męcińska z Kurozwęk h. Poraj (1802–1875) (Patrz:Sejm-Wielki)
2. Antonina Albertyna Męcińska z Kurozwęk h. Poraj, ur. 1810 i mąż; Ignacy Xawery Franciszek du Puget-Puszet de Puget h. Puszet, ur. 1810 (dzieci: Jadwiga (ur. 1840) i Stanisław Wojciech (1841–1907))
3. Cecylia Męcińska z Kurozwęk (1810–1843), h. Poraj
4. Wincenty Męciński

28 kwietnia 1841 w Parafii Mariackiej w Krakowie wziął ślub z Gabrielą Katarzyną Konstancją Starzeńska, h. Lis (1821–1849). Mieli syna Adama z Kurozwęk (1841–1923), który poślubił Józefę z Kuczyna h. Ślepowron (1848–1923).

## Działalność
Odmówił wojskowego wsparcia powstania krakowskiego w 1846. Nie dał się nakłonić do przystąpienia i próby zaagitowania żołnierzy nie dały rezultatów.
Jako właściciel klucza dóbr dukielskich odbudował zniszczoną świątynię w Trzcianie na Puszczy, gdzie przebywał w średniowieczu pustelnik św. Jan z Dukli. W 1887 świątynię poświęcił proboszcz dukielski ks. Jan Chryzostom Zwoliński.
Pomagał ofiarnie skrzywdzonym w czasie klęsk epidemii w Dukli w latach 80. XIX wieku. 